# IBU-cupen 2009/2010
IBU-cupen 2009/2010 var en samling skidskyttetävlingar under vintern 2009/2010. Dessa fungerade som underdivision till världscupen. Titelförsvarare på herrsidan var Christoph Knie och på damsidan Natalja Sokolowa. De 7:e och 8:e tävlingarna planerades i Cesana-San Sicario och Cēsis, men i juli 2009 ändrades detta till Martell och Pokljuka.

## Herrar

### Resultat
| 1:a IBU-cupen i Idre, 27 november 2009 – 29 november 2009 | 1:a IBU-cupen i Idre, 27 november 2009 – 29 november 2009 | 1:a IBU-cupen i Idre, 27 november 2009 – 29 november 2009 | 1:a IBU-cupen i Idre, 27 november 2009 – 29 november 2009 | 1:a IBU-cupen i Idre, 27 november 2009 – 29 november 2009 |
| --------------------------------------------------------- | --------------------------------------------------------- | --------------------------------------------------------- | --------------------------------------------------------- | --------------------------------------------------------- |
| Datum                                                     | Disciplin                                                 | Etta                                                      | Tvåa                                                      | Trea                                                      |
| 28 november 2009                                          | Sprint (10 km)                                            | Frode Andresen                                            | Daniel Böhm                                               | Daniel Graf                                               |
| 29 november 2009                                          | Sprint (10 km)                                            | Klemen Bauer                                              | Frode Andresen                                            | Daniel Böhm                                               |

| 2:a IBU-cupen i Ridnaun, 11 december 2009 – 13 december 2009 | 2:a IBU-cupen i Ridnaun, 11 december 2009 – 13 december 2009 | 2:a IBU-cupen i Ridnaun, 11 december 2009 – 13 december 2009 | 2:a IBU-cupen i Ridnaun, 11 december 2009 – 13 december 2009 | 2:a IBU-cupen i Ridnaun, 11 december 2009 – 13 december 2009 |
| ------------------------------------------------------------ | ------------------------------------------------------------ | ------------------------------------------------------------ | ------------------------------------------------------------ | ------------------------------------------------------------ |
| Datum                                                        | Disciplin                                                    | Etta                                                         | Tvåa                                                         | Trea                                                         |
| 12 december 2009                                             | Distans (20 km)                                              | Daniel Böhm                                                  | Erik Lesser                                                  | Daniel Graf                                                  |
| 13 december 2009                                             | Sprint (10 km)                                               | Erik Lesser                                                  | Tarjei Bø                                                    | Christian Martinelli                                         |

| 3:e IBU-cupen i Obertilliach, 17 december 2009 – 19 december 2009 | 3:e IBU-cupen i Obertilliach, 17 december 2009 – 19 december 2009 | 3:e IBU-cupen i Obertilliach, 17 december 2009 – 19 december 2009 | 3:e IBU-cupen i Obertilliach, 17 december 2009 – 19 december 2009 | 3:e IBU-cupen i Obertilliach, 17 december 2009 – 19 december 2009 |
| ----------------------------------------------------------------- | ----------------------------------------------------------------- | ----------------------------------------------------------------- | ----------------------------------------------------------------- | ----------------------------------------------------------------- |
| Datum                                                             | Disciplin                                                         | Etta                                                              | Tvåa                                                              | Trea                                                              |
| 18 december 2009                                                  | Sprint (10 km)                                                    | Daniel Graf                                                       | Daniel Böhm                                                       | Lois Habert                                                       |
| 19 december 2009                                                  | Jaktstart (12,5 km)                                               | Daniel Graf                                                       | Daniel Böhm                                                       | Christoph Knie                                                    |

| 4:e IBU-cupen i Altenberg, 8 januari 2010 – 10 januari 2010 | 4:e IBU-cupen i Altenberg, 8 januari 2010 – 10 januari 2010 | 4:e IBU-cupen i Altenberg, 8 januari 2010 – 10 januari 2010 | 4:e IBU-cupen i Altenberg, 8 januari 2010 – 10 januari 2010 | 4:e IBU-cupen i Altenberg, 8 januari 2010 – 10 januari 2010 |
| ----------------------------------------------------------- | ----------------------------------------------------------- | ----------------------------------------------------------- | ----------------------------------------------------------- | ----------------------------------------------------------- |
| Datum                                                       | Disciplin                                                   | Etta                                                        | Tvåa                                                        | Trea                                                        |
| 9 januari 2010                                              | Sprint (10 km)                                              | Toni Lang                                                   | Zdeněk Vítek                                                | Benjamin Weger                                              |
| 10 januari 2010                                             | Jaktstart (12,5 km)                                         | Toni Lang                                                   | Erik Lesser                                                 | Alexis Bœuf                                                 |

| 5:e IBU-cupen i Nove Mesto, 14 januari 2010 – 16 januari 2010 | 5:e IBU-cupen i Nove Mesto, 14 januari 2010 – 16 januari 2010 | 5:e IBU-cupen i Nove Mesto, 14 januari 2010 – 16 januari 2010 | 5:e IBU-cupen i Nove Mesto, 14 januari 2010 – 16 januari 2010 | 5:e IBU-cupen i Nove Mesto, 14 januari 2010 – 16 januari 2010 |
| ------------------------------------------------------------- | ------------------------------------------------------------- | ------------------------------------------------------------- | ------------------------------------------------------------- | ------------------------------------------------------------- |
| Datum                                                         | Disciplin                                                     | Etta                                                          | Tvåa                                                          | Trea                                                          |
| 15 januari 2010                                               | Distans (20 km)                                               | Alexei Wolkow                                                 | Sven Grossegger                                               | Daniel Graf                                                   |
| 16 januari 2010                                               | Sprint (10 km)                                                | Christoph Knie                                                | Daniel Graf                                                   | Rune Bratsveen                                                |

| 6:e IBU-cupen i Haute Maurienne, 5 februari 2010 – 7 februari 2010 | 6:e IBU-cupen i Haute Maurienne, 5 februari 2010 – 7 februari 2010 | 6:e IBU-cupen i Haute Maurienne, 5 februari 2010 – 7 februari 2010 | 6:e IBU-cupen i Haute Maurienne, 5 februari 2010 – 7 februari 2010 | 6:e IBU-cupen i Haute Maurienne, 5 februari 2010 – 7 februari 2010 |
| ------------------------------------------------------------------ | ------------------------------------------------------------------ | ------------------------------------------------------------------ | ------------------------------------------------------------------ | ------------------------------------------------------------------ |
| Datum                                                              | Disciplin                                                          | Etta                                                               | Tvåa                                                               | Trea                                                               |
| 6 februari 2010                                                    | Sprint (10 km)                                                     | Daniel Böhm                                                        | Julian Eberhard                                                    | Michael Hauser                                                     |
| 7 februari 2010                                                    | Jaktstart (12,5 km)                                                | Christoph Knie                                                     | Julian Eberhard                                                    | Daniel Böhm                                                        |

| 7:e IBU-cupen i Martell, 11 februari 2010 – 13 februari 2010 | 7:e IBU-cupen i Martell, 11 februari 2010 – 13 februari 2010 | 7:e IBU-cupen i Martell, 11 februari 2010 – 13 februari 2010 | 7:e IBU-cupen i Martell, 11 februari 2010 – 13 februari 2010 | 7:e IBU-cupen i Martell, 11 februari 2010 – 13 februari 2010 |
| ------------------------------------------------------------ | ------------------------------------------------------------ | ------------------------------------------------------------ | ------------------------------------------------------------ | ------------------------------------------------------------ |
| Datum                                                        | Disciplin                                                    | Etta                                                         | Tvåa                                                         | Trea                                                         |
| 12 februari 2010                                             | Sprint (10 km)                                               | Brendan Green                                                | Christoph Knie                                               | Maxim Maximow                                                |
| 13 februari 2010                                             | Jaktstart (12,5 km)                                          | Sven Grossegger                                              | Maxim Maximow                                                | Toni Lang                                                    |

| 8:e IBU-cupen i Pokljuka, 10 mars 2010 – 14 mars 2010 | 8:e IBU-cupen i Pokljuka, 10 mars 2010 – 14 mars 2010 | 8:e IBU-cupen i Pokljuka, 10 mars 2010 – 14 mars 2010 | 8:e IBU-cupen i Pokljuka, 10 mars 2010 – 14 mars 2010 | 8:e IBU-cupen i Pokljuka, 10 mars 2010 – 14 mars 2010 |
| ----------------------------------------------------- | ----------------------------------------------------- | ----------------------------------------------------- | ----------------------------------------------------- | ----------------------------------------------------- |
| Datum                                                 | Disciplin                                             | Etta                                                  | Tvåa                                                  | Trea                                                  |
| 12 mars                                               | Sprint (10 km)                                        | Michael Rösch                                         | Lois Habert                                           | Toni Lang                                             |
| 13 mars                                               | Jaktstart (12,5 km)                                   | Christian Martinelli                                  | Christoph Knie                                        | Jean-Guillaume Béatrix                                |
| 14 mars                                               | Sprint (10 km)                                        | Daniel Graf                                           | Dmitri Blinow                                         | Christian Martinelli                                  |

### Ställning
| Pl. | Namn             | Poäng | Segrar |
| --- | ---------------- | ----- | ------ |
| 1   | Daniel Graf      | 603   | 3      |
| 2   | Toni Lang        | 560   | 2      |
| 3   | Christoph Knie   | 559   | 2      |
| 4   | Daniel Böhm      | 492   | 2      |
| 5   | Erik Lesser      | 463   | 1      |
| 6   | Maxim Maximow    | 434   |        |
| 7   | Andrei Makowejew | 410   |        |
| 8   | Lois Habert      | 398   |        |
| 9   | Michael Rösch    | 323   | 1      |
| 10  | Italien          | 307   | 1      |

| Pl. | Namn                   | Poäng | Segrar |
| --- | ---------------------- | ----- | ------ |
| 11  | Julian Eberhard        | 306   |        |
| 12  | Henrik L’Abeé-Lund     | 291   |        |
| 13  | Sven Grossegger        | 273   | 1      |
| 14  | Tanguy Roche           | 258   |        |
| 15  | Arnaud Langel          | 248   |        |
| 16  | Alexander Schreider    | 242   |        |
| 17  | Hans Martin Gjedrem    | 237   |        |
| 18  | Jean-Guillaume Béatrix | 232   |        |
| 19  | Rune Bratsveen         | 230   |        |
| 20  | Alexei Wolkow          | 208   |        |

| Pl. | Namn                | Poäng | Segrar |
| --- | ------------------- | ----- | ------ |
| 1   | Daniel Graf         | 96    |        |
| 2   | Erik Lesser         | 88    |        |
| 3   | Alexei Wolkow       | 76    | 1      |
| 4   | Dmitri Malyschko    | 76    |        |
| 5   | Sven Grossegger     | 71    |        |
| 6   | Julian Eberhard     | 71    |        |
| 7   | Daniel Böhm         | 60    | 1      |
| 8   | Hans Martin Gjedrem | 60    |        |
| 9   | Tanguy Roche        | 59    |        |
| 10  | Christoph Knie      | 52    |        |

| Pl. | Namn                 | Poäng | Segrar |
| --- | -------------------- | ----- | ------ |
| 1   | Daniel Graf          | 361   | 2      |
| 2   | Toni Lang            | 352   | 1      |
| 3   | Christoph Knie       | 296   |        |
| 4   | Daniel Böhm          | 290   | 1      |
| 5   | Andrei Makowejew     | 254   |        |
| 6   | Erik Lesser          | 243   | 1      |
| 7   | Lois Habert          | 242   |        |
| 8   | Maxim Maximow        | 241   |        |
| 9   | Christian Martinelli | 182   |        |
| 10  | Michael Rösch        | 169   | 1      |

| Pl. | Namn                   | Poäng | Segrar |
| --- | ---------------------- | ----- | ------ |
| 1   | Christoph Knie         | 193   | 1      |
| 2   | Toni Lang              | 165   | 1      |
| 3   | Daniel Graf            | 160   | 1      |
| 4   | Maxim Maximow          | 152   |        |
| 5   | Daniel Böhm            | 151   |        |
| 6   | Erik Lesser            | 148   | 1      |
| 7   | Andrei Makowejew       | 144   |        |
| 8   | Lois Habert            | 137   |        |
| 9   | Michael Rösch          | 130   |        |
| 10  | Jean-Guillaume Béatrix | 123   |        |

| Pl. | Land      | Poäng | Segrar |
| --- | --------- | ----- | ------ |
| 1   | Tyskland  | 5274  | 11     |
| 2   | Ryssland  | 4726  | 1      |
| 3   | Frankrike | 4486  |        |
| 4   | Österrike | 4426  | 1      |
| 5   | Norge     | 3820  | 1      |
| 6   | Italien   | 3454  | 1      |
| 7   | Kanada    | 2545  | 1      |
| 8   | Tjeckien  | 2527  |        |
| 9   | Polen     | 2311  |        |
| 10  | Schweiz   | 2310  |        |

## Damer

### Resultat
| 1:a IBU-cupen i Idre, 27 november 2009 – 29 november 2009 | 1:a IBU-cupen i Idre, 27 november 2009 – 29 november 2009 | 1:a IBU-cupen i Idre, 27 november 2009 – 29 november 2009 | 1:a IBU-cupen i Idre, 27 november 2009 – 29 november 2009 | 1:a IBU-cupen i Idre, 27 november 2009 – 29 november 2009 |
| --------------------------------------------------------- | --------------------------------------------------------- | --------------------------------------------------------- | --------------------------------------------------------- | --------------------------------------------------------- |
| Datum                                                     | Disciplin                                                 | Etta                                                      | Tvåa                                                      | Trea                                                      |
| 28 november 2009                                          | Sprint (7,5 km)                                           | Juliane Döll                                              | Anastasiya Kuzmina                                        | Lilija Wajhina-Jefremowa                                  |
| 29 november 2009                                          | Sprint (7,5 km)                                           | Sabrina Buchholz                                          | Olga Wiluchina                                            | Juliane Döll                                              |

| 2:a IBU-cupen i Ridnaun, 11 december 2009 – 13 december 2009 | 2:a IBU-cupen i Ridnaun, 11 december 2009 – 13 december 2009 | 2:a IBU-cupen i Ridnaun, 11 december 2009 – 13 december 2009 | 2:a IBU-cupen i Ridnaun, 11 december 2009 – 13 december 2009 | 2:a IBU-cupen i Ridnaun, 11 december 2009 – 13 december 2009 |
| ------------------------------------------------------------ | ------------------------------------------------------------ | ------------------------------------------------------------ | ------------------------------------------------------------ | ------------------------------------------------------------ |
| Datum                                                        | Disciplin                                                    | Etta                                                         | Tvåa                                                         | Trea                                                         |
| 12 december 2009                                             | Distans (15 km)                                              | Anna Bogali-Titowez                                          | Kathrin Hitzer                                               | Stefanie Hildebrand                                          |
| 13 december 2009                                             | Sprint (7,5 km)                                              | Sabrina Buchholz                                             | Olga Wiluchina                                               | Anna Bogali-Titowez                                          |

| 3:e IBU-cupen i Obertilliach, 17 december 2009 – 19 december 2009 | 3:e IBU-cupen i Obertilliach, 17 december 2009 – 19 december 2009 | 3:e IBU-cupen i Obertilliach, 17 december 2009 – 19 december 2009 | 3:e IBU-cupen i Obertilliach, 17 december 2009 – 19 december 2009 | 3:e IBU-cupen i Obertilliach, 17 december 2009 – 19 december 2009 |
| ----------------------------------------------------------------- | ----------------------------------------------------------------- | ----------------------------------------------------------------- | ----------------------------------------------------------------- | ----------------------------------------------------------------- |
| Datum                                                             | Disciplin                                                         | Etta                                                              | Tvåa                                                              | Trea                                                              |
| 18 december 2009                                                  | Sprint (7,5 km)                                                   | Julie Bonnevie-Svendsen                                           | Jekaterina Jurlowa                                                | Natalja Sokolowa                                                  |
| 19 december 2009                                                  | Jaktstart (10 km)                                                 | Stefanie Hildebrand                                               | Xu Yinghui                                                        | Olga Wiluchina                                                    |

| 4:e IBU-cupen i Altenberg, 8 januari 2010 – 10 januari 2010 | 4:e IBU-cupen i Altenberg, 8 januari 2010 – 10 januari 2010 | 4:e IBU-cupen i Altenberg, 8 januari 2010 – 10 januari 2010 | 4:e IBU-cupen i Altenberg, 8 januari 2010 – 10 januari 2010 | 4:e IBU-cupen i Altenberg, 8 januari 2010 – 10 januari 2010 |
| ----------------------------------------------------------- | ----------------------------------------------------------- | ----------------------------------------------------------- | ----------------------------------------------------------- | ----------------------------------------------------------- |
| Datum                                                       | Disciplin                                                   | Etta                                                        | Tvåa                                                        | Trea                                                        |
| 9 januari 2010                                              | Sprint (7,5 km)                                             | Sabrina Buchholz                                            | Lilija Wajhina-Jefremowa                                    | Franziska Hildebrand                                        |
| 10 januari 2010                                             | Jaktstart (10 km)                                           | Inställd                                                    | Inställd                                                    | Inställd                                                    |

| 5:e IBU-cupen i Nove Mesto, 14. Januar 2010 – 16. Januar 2010 | 5:e IBU-cupen i Nove Mesto, 14. Januar 2010 – 16. Januar 2010 | 5:e IBU-cupen i Nove Mesto, 14. Januar 2010 – 16. Januar 2010 | 5:e IBU-cupen i Nove Mesto, 14. Januar 2010 – 16. Januar 2010 | 5:e IBU-cupen i Nove Mesto, 14. Januar 2010 – 16. Januar 2010 |
| ------------------------------------------------------------- | ------------------------------------------------------------- | ------------------------------------------------------------- | ------------------------------------------------------------- | ------------------------------------------------------------- |
| Datum                                                         | Disciplin                                                     | Etta                                                          | Tvåa                                                          | Trea                                                          |
| 15 januari 2010                                               | Distans (15 km)                                               | Sabrina Buchholz                                              | Gro Marit Istad-Kristiansen                                   | Diana Rasimovičiūtė                                           |
| 16 januari 2010                                               | Sprint (7,5 km)                                               | Sabrina Buchholz                                              | Kathrin Hitzer                                                | Carolin Hennecke                                              |

| 6:e IBU-cupen i Haute Maurienne, 5 februari 2010 – 7 februari 2010 | 6:e IBU-cupen i Haute Maurienne, 5 februari 2010 – 7 februari 2010 | 6:e IBU-cupen i Haute Maurienne, 5 februari 2010 – 7 februari 2010 | 6:e IBU-cupen i Haute Maurienne, 5 februari 2010 – 7 februari 2010 | 6:e IBU-cupen i Haute Maurienne, 5 februari 2010 – 7 februari 2010 |
| ------------------------------------------------------------------ | ------------------------------------------------------------------ | ------------------------------------------------------------------ | ------------------------------------------------------------------ | ------------------------------------------------------------------ |
| Datum                                                              | Disciplin                                                          | Etta                                                               | Tvåa                                                               | Trea                                                               |
| 6 februari 2010                                                    | Sprint (7,5 km)                                                    | Teija Lehtimäki                                                    | Kathrin Hitzer                                                     | Juliane Döll                                                       |
| 7 februari 2010                                                    | Jaktstart (10 km)                                                  | Juliane Döll                                                       | Kathrin Hitzer                                                     | Jekaterina Jurlowa                                                 |

| 7:e IBU-cupen i Martell, 11 februari 2010 – 13 februari 2010 | 7:e IBU-cupen i Martell, 11 februari 2010 – 13 februari 2010 | 7:e IBU-cupen i Martell, 11 februari 2010 – 13 februari 2010 | 7:e IBU-cupen i Martell, 11 februari 2010 – 13 februari 2010 | 7:e IBU-cupen i Martell, 11 februari 2010 – 13 februari 2010 |
| ------------------------------------------------------------ | ------------------------------------------------------------ | ------------------------------------------------------------ | ------------------------------------------------------------ | ------------------------------------------------------------ |
| Datum                                                        | Disciplin                                                    | Etta                                                         | Tvåa                                                         | Trea                                                         |
| 12 februari 2010                                             | Sprint (7,5 km)                                              | Kathrin Hitzer                                               | Natalja Sokolowa                                             | Laure Soulié                                                 |
| 13 februari 2010                                             | Jaktstart (10 km)                                            | Kathrin Hitzer                                               | Natalja Sokolowa                                             | Laure Soulié                                                 |

| 8:e IBU-cupen i Pokljuka, 10 mars 2010 – 14 mars 2010 | 8:e IBU-cupen i Pokljuka, 10 mars 2010 – 14 mars 2010 | 8:e IBU-cupen i Pokljuka, 10 mars 2010 – 14 mars 2010 | 8:e IBU-cupen i Pokljuka, 10 mars 2010 – 14 mars 2010 | 8:e IBU-cupen i Pokljuka, 10 mars 2010 – 14 mars 2010 |
| ----------------------------------------------------- | ----------------------------------------------------- | ----------------------------------------------------- | ----------------------------------------------------- | ----------------------------------------------------- |
| Datum                                                 | Disciplin                                             | Etta                                                  | Tvåa                                                  | Trea                                                  |
| 12 mars                                               | Sprint (7,5 km)                                       | Sabrina Buchholz                                      | Jekaterina Glasyrina                                  | Krystyna Pałka                                        |
| 13 mars                                               | Jaktstart (10 km)                                     | Sabrina Buchholz                                      | Carolin Hennecke                                      | Krystyna Pałka                                        |
| 14 mars                                               | Sprint (7,5 km)                                       | Sabrina Buchholz                                      | Stefanie Hildebrand                                   | Franziska Hildebrand                                  |

### Ställning
| Pl. | Namn                 | Poäng | Segrar |
| --- | -------------------- | ----- | ------ |
| 1   | Sabrina Buchholz     | 676   | 8      |
| 2   | Natalja Sokolowa     | 506   |        |
| 3   | Carolin Hennecke     | 505   |        |
| 4   | Stefanie Hildebrand  | 459   | 1      |
| 5   | Franziska Hildebrand | 444   |        |
| 6   | Kathrin Hitzer       | 424   | 2      |
| 7   | Jekaterina Jurlowa   | 418   |        |
| 8   | Laure Soulié         | 316   |        |
| 9   | Laure Bosc           | 279   | 1      |
| 10  | Anne Preußler        | 278   |        |

| Pl. | Namn            | Poäng | Segrar |
| --- | --------------- | ----- | ------ |
| 11  | Anna Kunajewa   | 270   |        |
| 12  | Juliane Döll    | 266   | 2      |
| 13  | Marine Dusser   | 255   |        |
| 14  | Olga Wiluchina  | 254   |        |
| 15  | Sophie Boilley  | 218   |        |
| 16  | Natalja Burdyga | 212   |        |
| 17  | Marine Bolliet  | 197   |        |
| 18  | Marija Sadilowa | 189   |        |
| 19  | Maria Demidowa  | 188   |        |
| 20  | Fanny Horn      | 171   |        |

| Pl. | Namn                        | Poäng | Segrar |
| --- | --------------------------- | ----- | ------ |
| 1   | Kathrin Hitzer              | 92    |        |
| 2   | Sabrina Buchholz            | 84    | 1      |
| 3   | Stefanie Hildebrand         | 78    |        |
| 4   | Franziska Hildebrand        | 74    |        |
| 5   | Anna Bogali-Titowez         | 60    | 1      |
| 6   | Anne Preußler               | 58    |        |
| 7   | Carolin Hennecke            | 58    |        |
| 8   | Gro Marit Istad-Kristiansen | 54    |        |
| 9   | Diana Rasimovičiūtė         | 48    |        |
| 10  | Susann König                | 48    |        |

| Pl. | Namn                 | Poäng | Segrar |
| --- | -------------------- | ----- | ------ |
| 1   | Sabrina Buchholz     | 463   | 6      |
| 2   | Carolin Hennecke     | 329   |        |
| 3   | Natalja Sokolowa     | 323   |        |
| 4   | Stefanie Hildebrand  | 264   |        |
| 5   | Jekaterina Jurlowa   | 252   |        |
| 6   | Franziska Hildebrand | 248   |        |
| 7   | Kathrin Hitzer       | 218   |        |
| 8   | Olga Wiluchina       | 193   |        |
| 9   | Anna Kunajewa        | 188   |        |
| 10  | Juliane Döll         | 187   | 1      |

| Pl. | Namn                 | Poäng | Segrar |
| --- | -------------------- | ----- | ------ |
| 1   | Natalja Sokolowa     | 155   |        |
| 2   | Carolin Hennecke     | 145   |        |
| 3   | Jekaterina Jurlowa   | 134   |        |
| 4   | Sabrina Buchholz     | 129   | 1      |
| 5   | Franziska Hildebrand | 122   |        |
| 6   | Stefanie Hildebrand  | 117   | 1      |
| 7   | Kathrin Hitzer       | 114   | 1      |
| 8   | Maria Demidowa       | 102   |        |
| 9   | Laure Soulié         | 98    |        |
| 10  | Natalja Burdyga      | 90    |        |

| Pl. | Land           | Poäng | Segrar |
| --- | -------------- | ----- | ------ |
| 1   | Tyskland       | 5225  | 13     |
| 2   | Ryssland       | 5020  | 1      |
| 3   | Frankrike      | 3880  |        |
| 4   | Norge          | 3511  | 1      |
| 5   | Tjeckien       | 2991  |        |
| 6   | Finland        | 2929  | 1      |
| 7   | Bulgarien      | 2707  |        |
| 8   | Polen          | 2627  |        |
| 9   | Italien        | 2527  |        |
| 10  | Storbritannien | 2275  |        |